# 소요초등학교
소요초등학교는 대한민국 경기도 동두천시에 있는 공립 초등학교이다.

## 연혁
- 1955.02.07 동두천 국민학교 봉암분교장 설립인가
- 1958.09.25 봉암국민학교로 승격 인가
- 1959.03.27 초대 이병로 교장 취임
- 1959.04.01 봉암국민학교로 개교
- 1964.11.01 소요국민학교로 개명
- 1984.06.15 병설유치원 개원
- 1995.12.11 비조리 급식학교 지정
- 1996.03.01 소요초등학교로 개칭
- 2001.12.11 3층 증축 (9개 교실)
- 2004.07.20 학교숲 조성
- 2004.12.20 교실 천정형 냉방기 설치
- 2004.12.31 야외 체육시설(인라인스케이트장) 조성
- 2005.09.27 과학실험실 현대화 사업 완료
- 2005.10.05 지혜의 등대 개관
- 2008.11.28 창의성교실 개관
- 2009.07.09 어우름다오름교실 개관
- 2010.06.04 돌봄교실 개관
- 2010.09.06 1층 복도 리모델링 공사
- 2010.12.07 학교 출입 통제기기 구축 완료
- 2011.01.06 학교 CCTV 설치 완료
- 2014.02.14 제55회 졸업식(졸업생 총 3,852명 배출)
- 2014.03.01 6학급 편성(유치원 1학급)
- 2014.03.01 제19대 최총식 교장 취임
- 2022.03.01 제21대 홍상현 교장 취임